# 아데노바이러스
아데노바이러스(영어: adenovirus, 학명: Adenoviridae)는 90~100nm의 중형 크기의 바이러스이며, 외피는 없다. 모양은 정이십면체로 되어 있으며, 이중나선 형태의 DNA를 가지고 있다. 아데노바이러스는 어린이가 걸린 상부 호흡기 질환 중 5~10%의 원인이며, 어른들도 감염되기도 한다.
아데노바이러스과에 속하는 바이러스들은 인간을 포함한 여러 척추동물들에게 감염될 수 있다. 아데노바이러스가 처음 분리된 곳이 사람의 인두 편도(adenoid)였으므로, 여기에서 "아데노바이러스(adenovirus)"라는 이름이 붙여졌다.

## 하위 분류
아데노바이러스과는 다음의 속을 포함한다.
- Atadenovirus
- Aviadenovirus
- Ichtadenovirus
- Mastadenovirus
- Siadenovirus

## 감염
아데노바이러스 감염의 가장 흔한 증상은 상부 호흡기 질환이다. 아데노바이러스 감염은 종종 결막염, 편도염, 중이염, 후두염, 위장염 등을 동반하기도 한다. 특히 어린이의 경우 세기관지염이나 폐렴에 걸릴수 있으며, 상당히 악화될 수 있다. 아기들의 경우 백일해에 걸린것처럼 기침을 하기도 한다. 그 밖에도 아데노바이러스는 드물게 뇌염이나 방광염을 유발시킬 수 있다.
대부분의 사람들은 감염되어도 스스로 치유되지만, 면역결핍증을 가진 사람들은 감염에 의해 사망하기도 하며, 매우 드물지만 건강한 사람도 감염에 의해 사망에 이를 수 있다.
아데노바이러스는 종종 기침할 때 나오는 물질에 의해 전염되지만 감염자와의 직접 접촉이나 수건이나 수도꼭지 등의 물체에 남겨진 바이러스 입자에 의해 전염되기도 한다.
다른 여러 질병들과 마찬가지로, 손을 잘 씻는 것이 아데노바이러스의 전파를 막을 수 있다. 열을 가하거나 표백제를 처리해도 아데노바이러스를 죽일 수 있다.

## 감염 예방
과거에 미군에서 두 가지 종류의 아데노바이러스에 대한 백신 접종을 받았지만., 이 종류에 대한 감염이 줄어들어 현재는 더 이상 백신이 생산되지 않는다. 따라서 현재는 손씻기 등 좋은 위생상태를 유지하는 것이 가장 좋은 예방법이다.
미군의 아데노바이러스 백신 접종은 Ad4형과 Ad7형을 타겟으로 한 백신을 사용하였는데, 1995년 생산 중단 이후 해당 감염이 호발하는 겨울철에만 사용하는 등 재고 긴축을 실시하다가 1999년 재고 고갈로 아데노바이러스 백신 접종이 중단되었다. 그러나 아데노바이러스 백신 접종 중단 이후 해당 질병의 창궐과 몇 개의 사망례가 보고되자 아데노바이러스 백신 접종 재개의 필요성이 주목을 받았고, 2011년 말에 미군 전 훈련 시설에 아데노바이러스 백신이 배치되어 접종 재개 되었다.

## 치료
아데노바이러스 감염에 대한 항바이러스제는 최근 에볼라 치료용 실험약물로 연구가 되고 있는 brincidofovir가 바이러스 복제를 억제하는 것으로 알려져 있기는 하지만, 보통 열이 나면 해열제를 먹는 것처럼 치료는 대개 증상을 완화시키는 것이다. 결막염에 걸린 경우 의사는 항생제가 포함된 안약을 줄 수도 있는데, 이것은 결막염이 세균에 의한 것인지, 아니면 아데노바이러스와 같은 바이러스에 의한 것인지 확인하려 하는 것이다.(항생제는 세균을 죽일 수는 있지만 바이러스는 죽일 수 없다.)

## 벡터 백신
아데노바이러스는 코로나19 백신을 제조하는데 바이러스 벡터(viral vector)로 사용된바있다. 벡터백신을 제조한 제조회사로는 영국 아스트라제네카와 미국의 얀센제약이 있다.